# Sejad Mekić
Hafiz Sejad Mekić (* 1982 in Kaćuni, Busovača) ist ein islamischer Geistlicher und Rechtsgelehrter aus Bosnien, der die bosnische und britische Staatsangehörigkeit besitzt. Er ist der Vorsitzende des Cambridge Muslim Council und seit ungefähr zehn Jahren Freitagsimam der Mawson-Road-Moschee (Cambridge Mosque), der wichtigsten Moschee in Cambridge, England.
Er absolvierte zunächst eine Ausbildung an der Elči-Ibrahim-Pascha-Medrese in Travnik.
2006 erwarb er ein Postgraduierten-Diplom in Theologie und Religionswissenschaften an der University of Cambridge. Zuvor machte er seinen B.A.-Abschluss an der University of Wales in Lampeter.
Er arbeitete als Imam der Hendon Mosque in West Hendon, London.
Er erwarb seinen Doktor über das Thema Fatwas in Bosnien von der School of Oriental and African Studies, University of London.
2008 war er einer der Delegationsteilnehmer des 2. Seminars des Katholisch-Muslimischen Forums.

## Schriften
- SEJAD MEKIĆ. 2011. Husein Đozo and Islamic modernism in Titoist Yugoslavia: A study of the life and work of Husein Đozo (1912-1982). PhD thesis. London (SOAS).[11]